# ハドルト
ハドルト (アルメニア語: Հադրութ; アゼルバイジャン語: Hadrut）は、ナゴルノ・カラバフ地方の都市である。
アゼルバイジャン共和国はホジャヴェンド県の町と主張しているが、1991年から1994年のナゴルノ・カラバフ戦争終結後は、アルツァフ共和国（旧ナゴルノ・カラバフ共和国。事実上のアルメニア共和国の保護国）の実効支配地となり、ハドルト県の行政の中心地となっていたが、2020年のナゴルノ・カラバフ戦争でアゼルバイジャン軍に制圧され、その後の停戦協定によりアゼルバイジャンに返還された。アルツァフ共和国の統計によると、2015年時点の町の人口は4,100人である。

## 歴史
1939年9月10日から1991年11月26日に自治州が廃止されるまで、アゼルバイジャン・ソビエト社会主義共和国のナゴルノ・カラバフ自治州のハドルトラヨンの中心であった。
1992年10月2日以降、ナゴルノ・カラバフ国防軍の支配下に入る。
2020年10月9日及び同11日、イルハム・アリエフアゼルバイジャン大統領はアゼルバイジャン軍がハドルトの町を制圧したと発言したが、アライク・ハルチュニャンアルツァフ大統領はアルツァフ防衛軍がハドルトを完全に支配しているとして否定している。10月10日、アルツァフ外務省は、停戦開始以来、ハドルトを除き、アゼルバイジャンの"破壊工作・偵察集団"の 無力化作戦が行われていることから、敵対行為は停止していると発表した。ロシアの戦争ジャーナリストは、10月11日の時点では、ハドルトはアゼルバイジャンの支配下にはなかったとしている。2021年1月、同町はアゼルバイジャン領であることが明らかになり、町内にアゼルバイジャン語の道路標識が設置された。

## 気候
| Hadrutの気候                                     | Hadrutの気候 | Hadrutの気候 | Hadrutの気候 | Hadrutの気候 | Hadrutの気候 | Hadrutの気候 | Hadrutの気候 | Hadrutの気候 | Hadrutの気候 | Hadrutの気候 | Hadrutの気候 | Hadrutの気候 | Hadrutの気候  |
| 月                                               | 1月          | 2月          | 3月          | 4月          | 5月          | 6月          | 7月          | 8月          | 9月          | 10月         | 11月         | 12月         | 年            |
| ------------------------------------------------ | ------------ | ------------ | ------------ | ------------ | ------------ | ------------ | ------------ | ------------ | ------------ | ------------ | ------------ | ------------ | ------------- |
| 平均最高気温 °C （°F）                           | 4.5 (40.1)   | 5.4 (41.7)   | 9.2 (48.6)   | 16.4 (61.5)  | 20.2 (68.4)  | 25.2 (77.4)  | 28.3 (82.9)  | 29.2 (84.6)  | 23.7 (74.7)  | 18.3 (64.9)  | 11.6 (52.9)  | 7.1 (44.8)   | 16.59 (61.88) |
| 平均最低気温 °C （°F）                           | −2.9 (26.8)  | −2.3 (27.9)  | 0.8 (33.4)   | 6.5 (43.7)   | 10.8 (51.4)  | 14.9 (58.8)  | 18.0 (64.4)  | 16.9 (62.4)  | 13.9 (57)    | 8.8 (47.8)   | 3.7 (38.7)   | −0.4 (31.3)  | 7.39 (45.3)   |
| 降水量 mm （inch）                               | 22 (0.87)    | 28 (1.1)     | 42 (1.65)    | 54 (2.13)    | 79 (3.11)    | 59 (2.32)    | 25 (0.98)    | 24 (0.94)    | 31 (1.22)    | 44 (1.73)    | 34 (1.34)    | 23 (0.91)    | 465 (18.3)    |
| 出典：http://en.climate-data.org/location/52897/ |              |              |              |              |              |              |              |              |              |              |              |              |               |

## 国際関係

### 姉妹都市
- エチミアジン (アルメニア共和国、2010年 - 2020年)[9]
- バーバンク (アメリカ合衆国、2014年 - 2020年)[10]

## ギャラリー

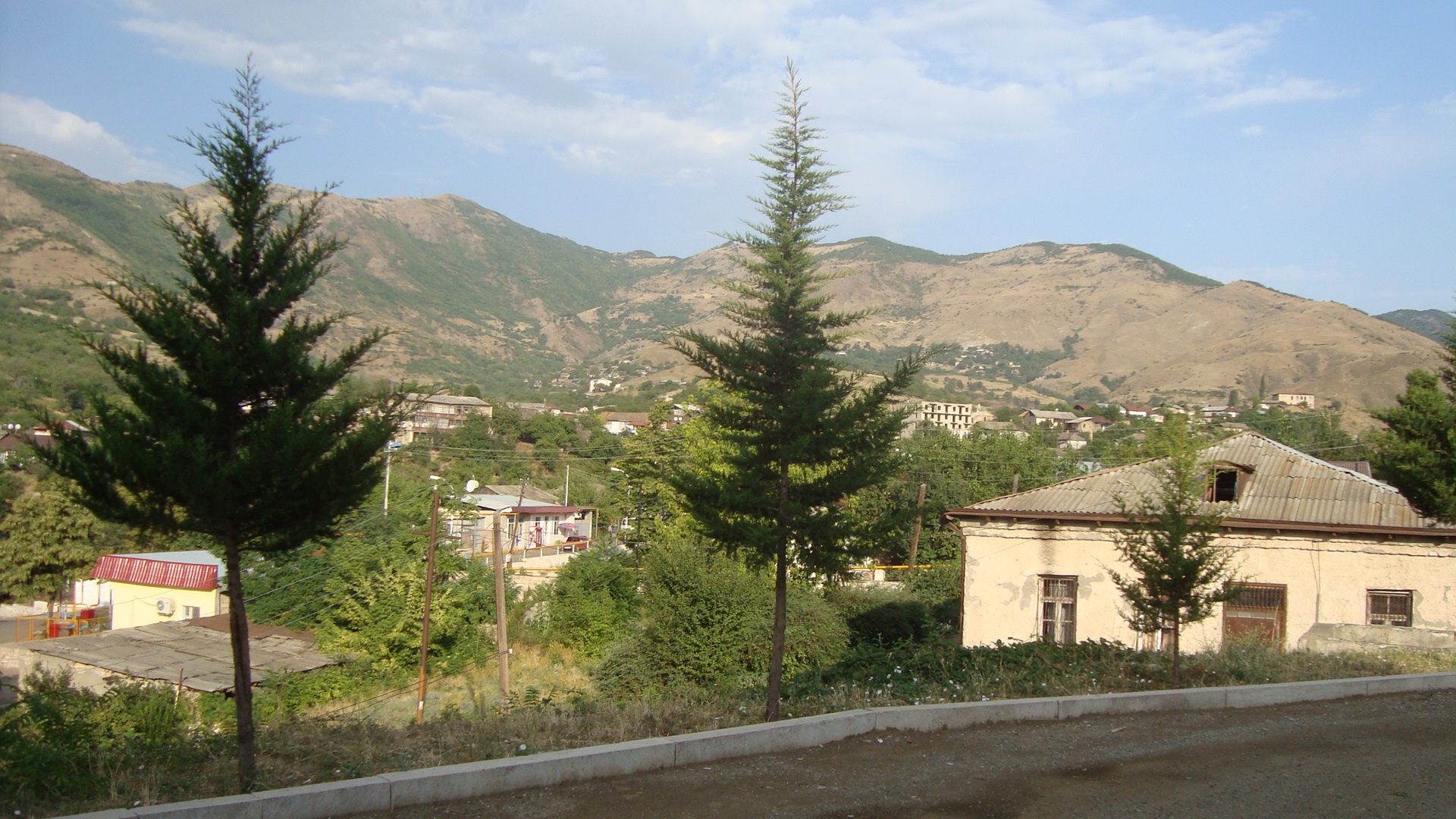
ハドルトの概観
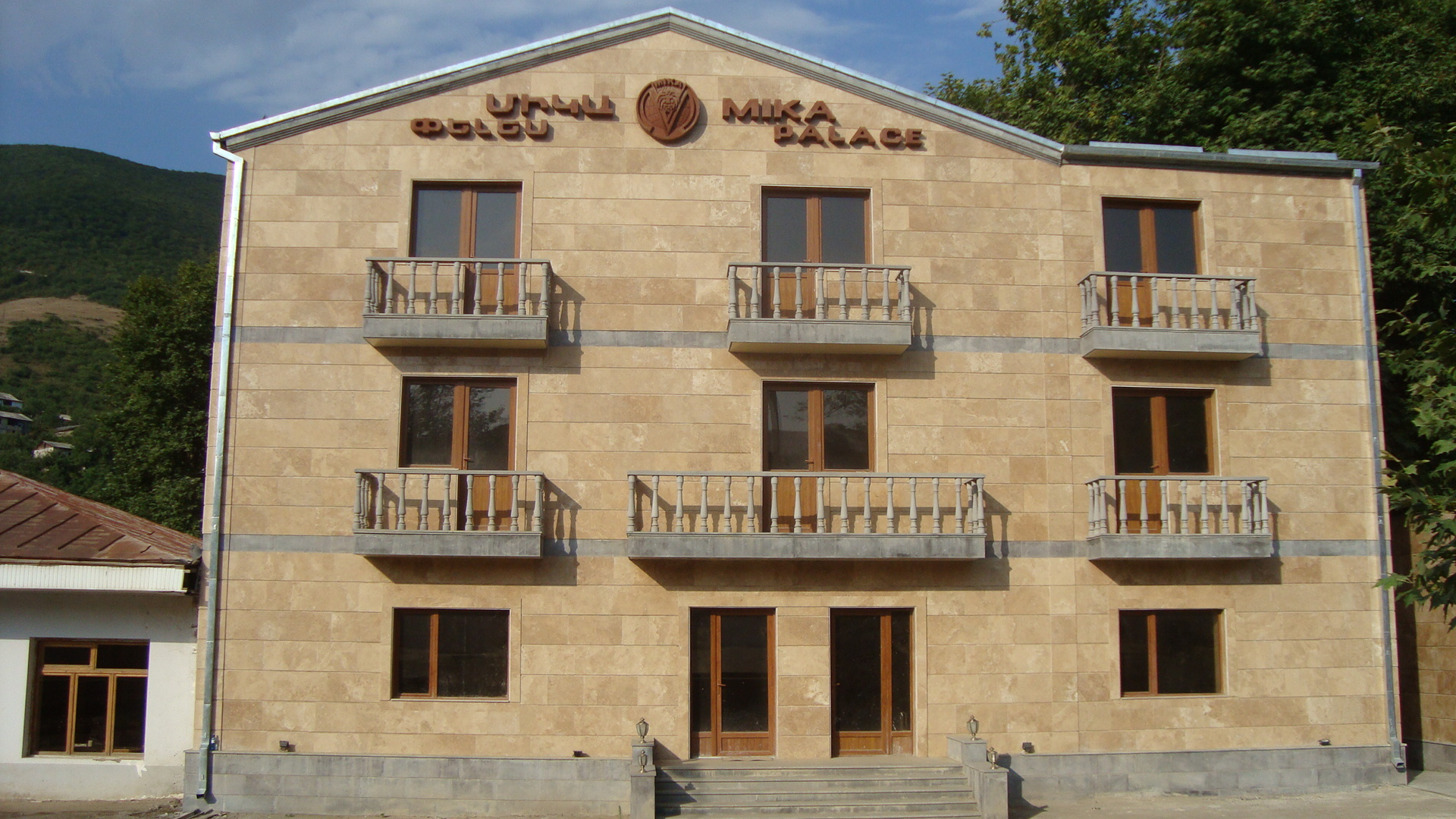
ハドルトのホテル
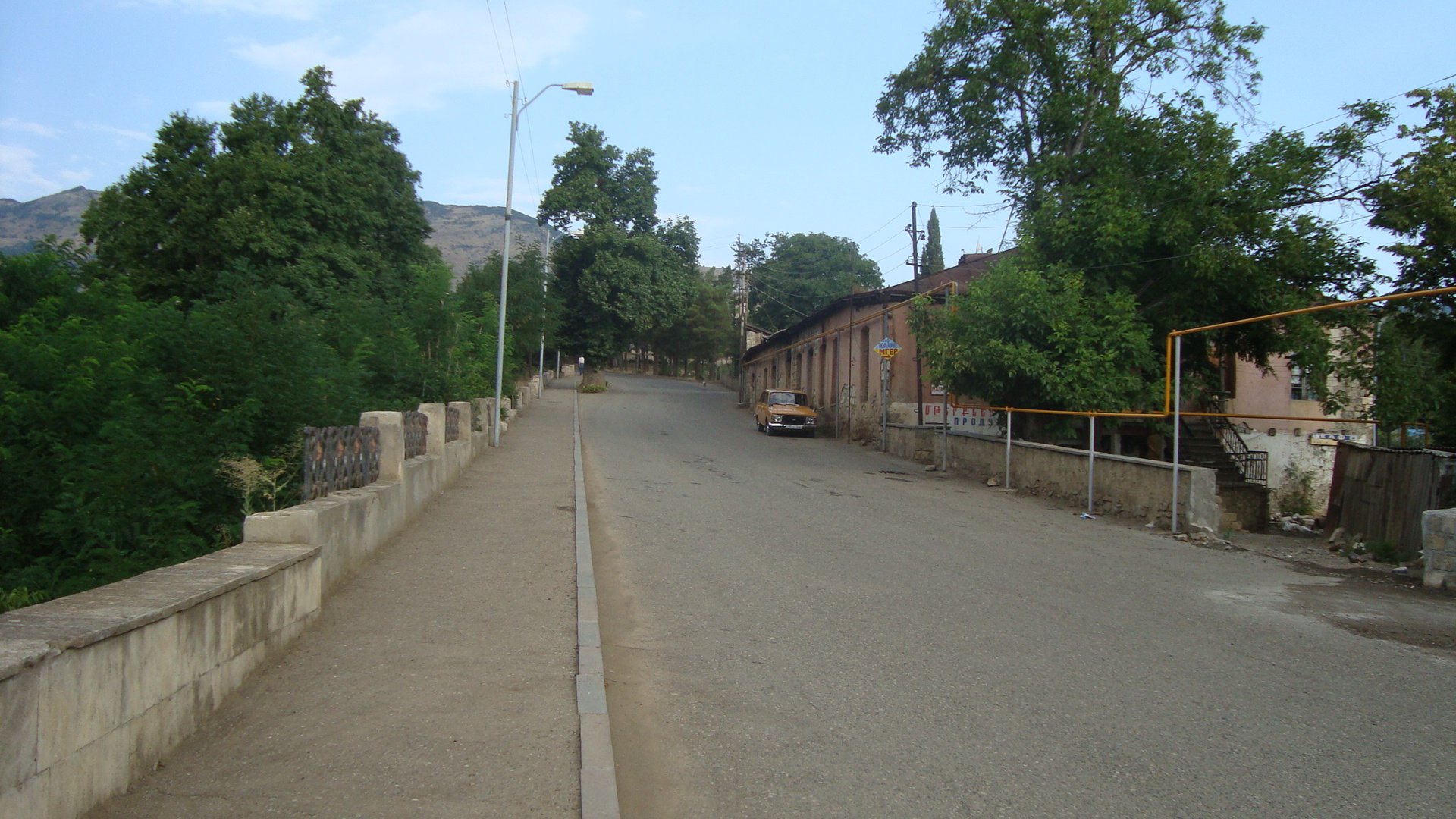
ハドルトの町並み
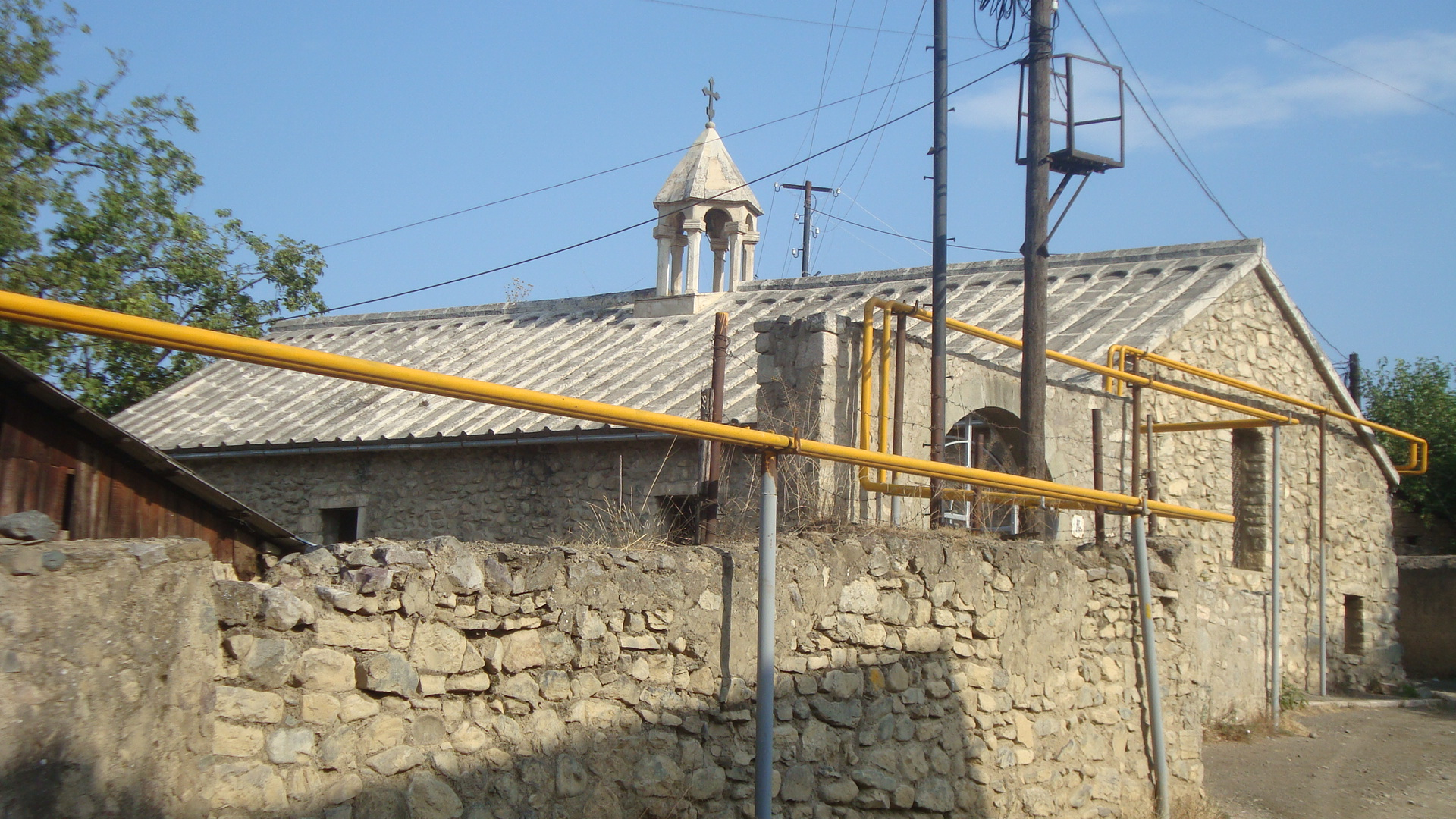
1621年に開設された教会
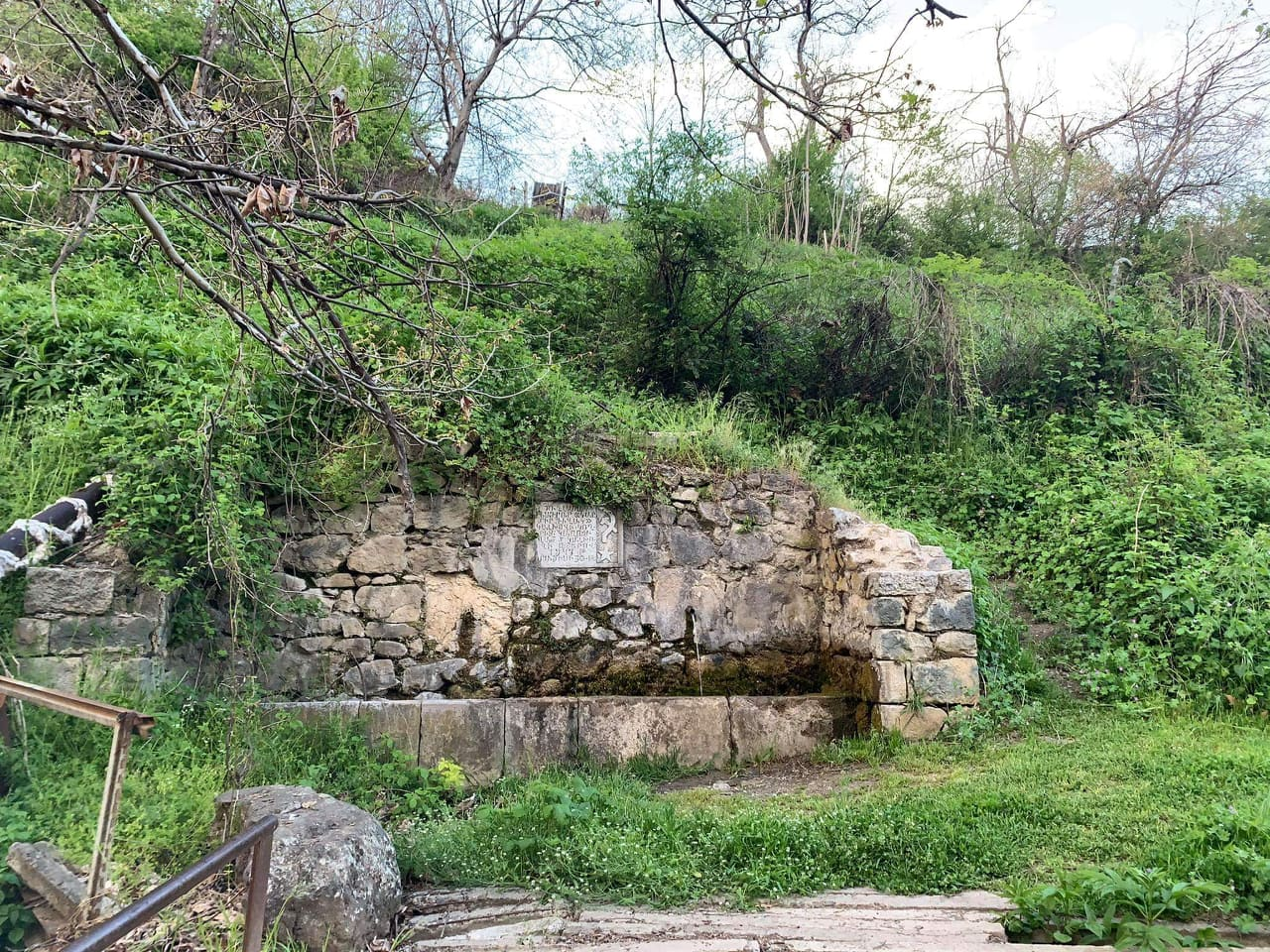
ハドルトの湧水地
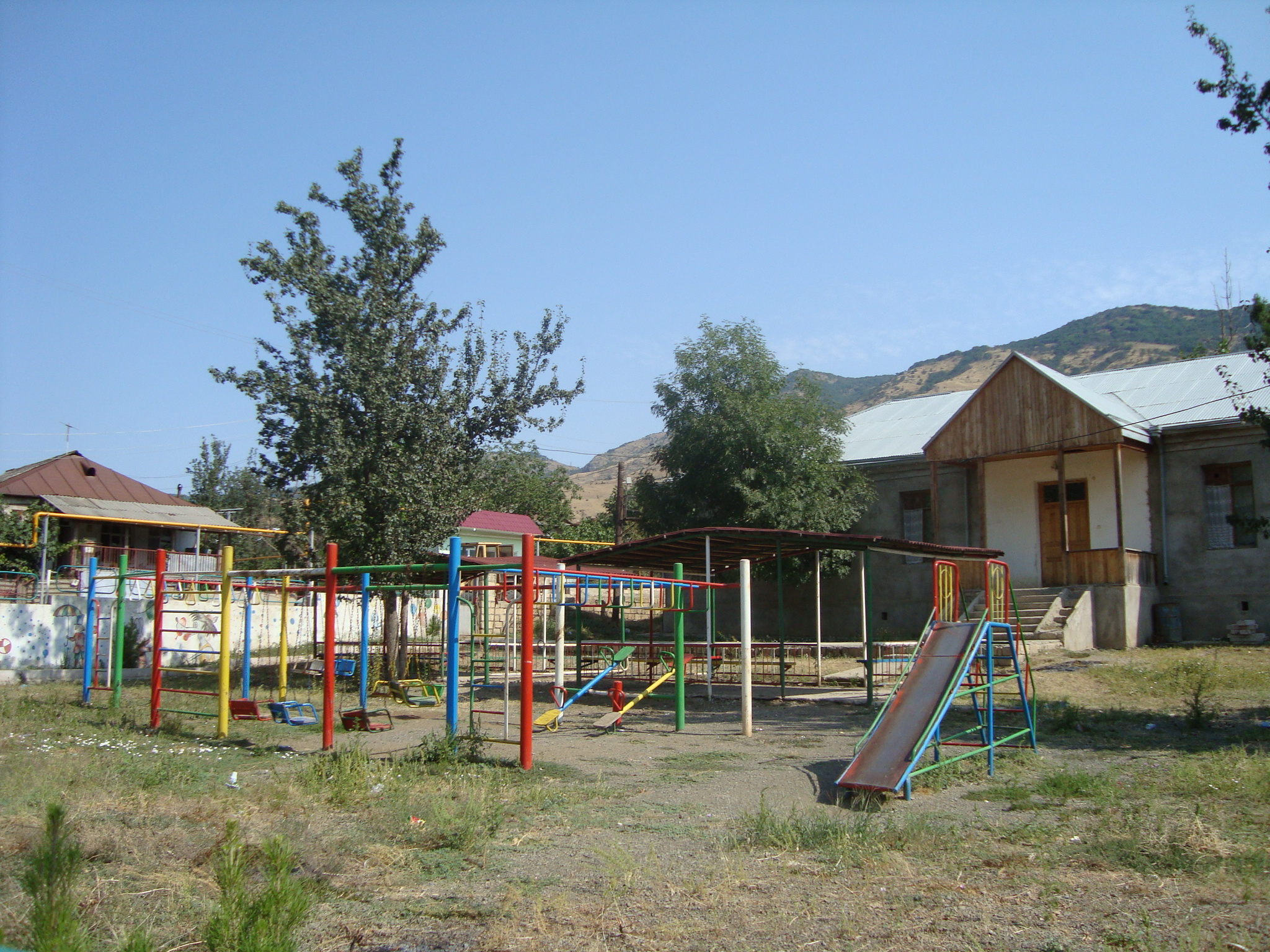
遊び場